# 肯塔基號戰艦 (BB-66)
肯塔基號戰艦（舷號BB-66）是一艘隸屬於美國海軍的戰艦，原為艾奧瓦級戰艦的六號艦。她是美軍第二艘以肯塔基州為名的軍艦。
肯塔基號在1942年按照兩洋海軍法案（Two-Ocean Navy Act），於諾福克造船廠開始建造，但建造進度屢因設計方案改動而有所延誤。1945年日本投降前夕，海軍曾有意將肯塔基號改裝為防空戰艦，而到1950年又欲將之建成飛彈戰艦，但計劃最終全部廢止。1956年，威斯康辛號曾與驅逐艦相撞，造成艦艏嚴重損毀。海軍最後將未完成的肯塔基號艦艏拆除，並安裝到威斯康辛號之上。1958年肯塔基號除籍並出售拆解。